# Chimarra ophiognatha
Chimarra ophiognatha är en nattsländeart som beskrevs av Wolfram Mey 1998. Chimarra ophiognatha ingår i släktet Chimarra och familjen stengömmenattsländor. Inga underarter finns listade i Catalogue of Life.